# Författarnamn
Ett författarnamn är en pseudonym (även kallad nom de plume efter franskans ord för "penn-namn") som används av en författare. Detta namn kan användas för att särskilja författaren, för att hemlighålla författarens kön, för att distansera författaren från några eller alla av hans eller hennes verk, för att skydda författaren mot repressalier, eller av anledningar relaterade till marknadsföringen eller den estetiska presentationen av verket. Författarens namn kan vara känt av endast utgivaren, eller vara allmänt känt. Ibland har samma författarnamn använts av flera olika författare till böcker i samma serie, exempelvis Carolyn Keene (Kitty) och Franklin W. Dixon (Bröderna Hardy).
Under 1800-talet, då kvinnliga författare började slå igenom på allvar, använde vissa av dem ändå manliga författarnamn, eftersom de antog att detta skulle göra att de togs mer seriöst. Karen Blixens framgångsrika Min afrikanska farm skrevs ursprungligen under författarnamnet Isak Dinesen. Den svenska 1800-talsförfattarinnan Victoria Benedictsson skrev under namnet Ernst Ahlgren.